# کره سیب

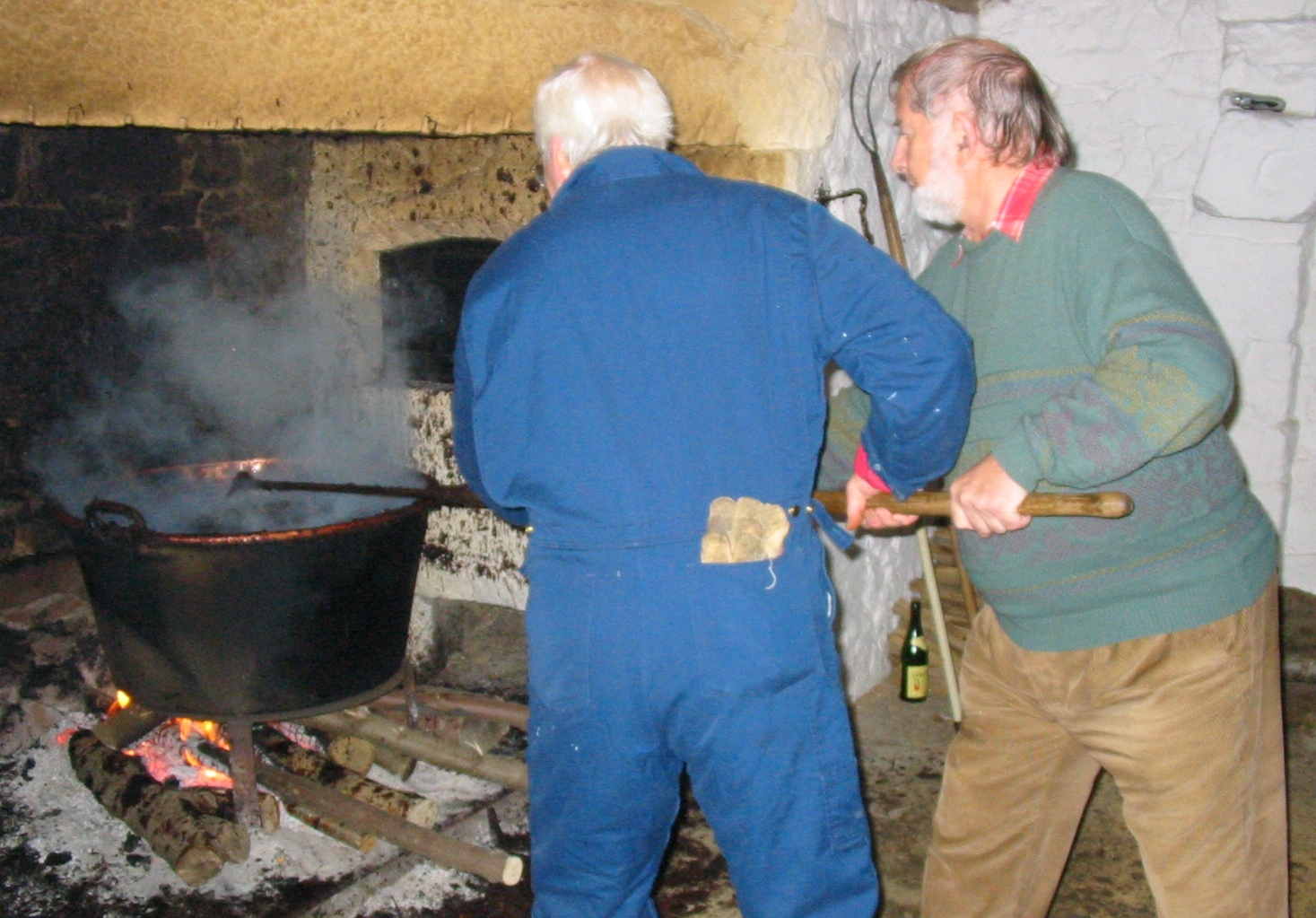
درست کردن کرهٔ سیاه در جرسی

کره سیب شکل خیلی غلیظ پوره سیب است که با حرارت کم و مدت طولانی سیب را با شراب سیب یا آب می‌پزند تا قند موجود در آن کاراملیزه شده و کره سیب به رنگ قهوه‌ای درآید. تغلیظ شکر موجب می‌شود کره سیب را نسبت به پوره سیب مدت بیشتری نگهداری کرد.